# 金汝嘉
金汝嘉（1574年—？年），字無美，號赤城，直隸蘇州府長洲縣民籍，蘇州府吳縣人，明朝官員。

## 生平
丁酉應天府鄉試七名舉人，萬曆三十八年庚戌科第二甲第二十六名進士。刑部觀政，三十九年授刑部貴州司主事，陞員外郎、郎中，四十二年告歸。起改南京兵部職方司郎中，四十四年陞江西贛州府知府。泰昌元年（1620年）十月升山东按察司副使、沂州兵备。

## 家族
曾祖金式；祖金相，累贈承德郎南京兵部主事；父金和，甲戌進士，誥贈奉政大夫，崇祀名宦；母惠氏（累封安人，誥封太宜人）。慈侍下。兄汝器，弟汝諧（庠生）；汝翼；汝楫；汝為（庠生）。子金世廉（廩生）。